# Święty Akka

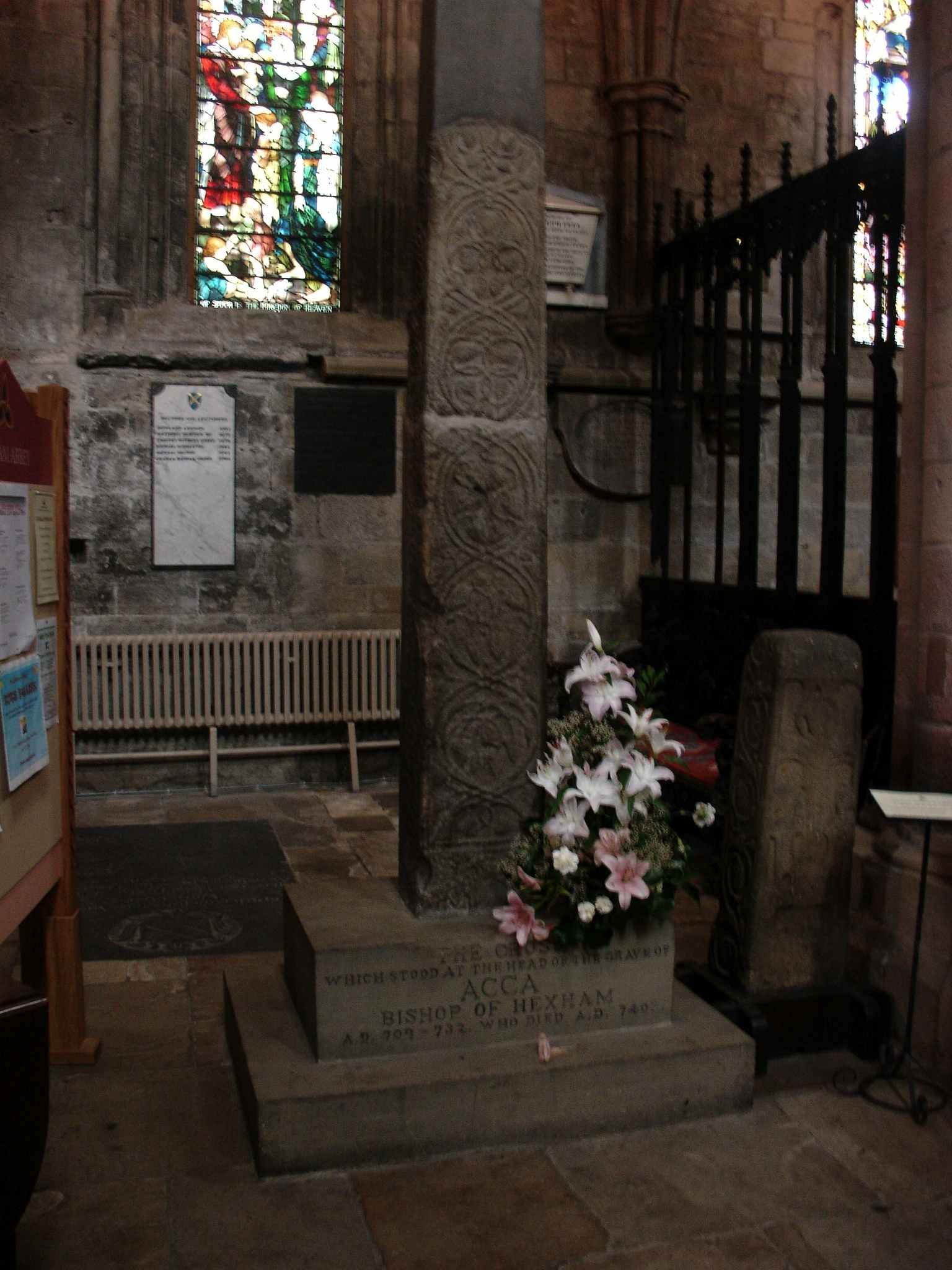
Tablica upamiętniająca św. Akkę

Święty Akka, Acca (ur. ok. 660 w Nortumbrii, zm. 20 października 740) – święty katolicki, biskup.
W młodości przebywał w otoczeniu biskupa Yorku, a od ok. 685 roku towarzyszył św. Wilfrydowi w jego działalności na terenie Sussex w wyprawach do Rzymu i Fryzji. W czasie podróży poznał św. Wilibrorda. Po objęciu biskupstwa w Hexham utworzył bibliotekę i wiele pracy włożył w rozwój muzyki kościelnej. Przyjaźń ze św. Bedą zapoczątkowana w 709 roku znalazła ślad w dedykowanych mu dziełach. Nie są znane przyczyny, które doprowadziły do usunięcia św. Akki ze stolicy biskupiej w 732 roku.
Jego wspomnienie w Kościele katolickim obchodzone jest 19 lutego.